# Megachile haematogastra
Megachile haematogastra là một loài Hymenoptera trong họ Megachilidae. Loài này được Cockerell mô tả khoa học năm 1921.